# Stanisław Lisowski (generał)
Stanisław Ignatjewicz Lisowski ros. Станислав Игнатьевич Лисовский (ur. 3 kwietnia?/16 kwietnia 1902 w Kiszyniowie, zm. 3 grudnia 1958 w Moskwie) – Polak, generał porucznik wojsk inżynieryjnych Armii Radzieckiej i generał dywizji ludowego Wojska Polskiego, inżynier.

## Życiorys
Urodzony w polskiej rodzinie jako syn Ignacego, żołnierza armii carskiej. W 1920 roku w Kiszyniowie ukończył gimnazjum i w kwietniu został słuchaczem Oficerskiej Szkoły Inżynieryjnej w Leningradzie. Walczył na różnych frontach wojny domowej. Studia zakończył w 1925 roku. Pełnił służbę na stanowiskach liniowych i w szkolnictwie. W 1941 roku dowódca pułku pontonowego. W walkach z Niemcami szef oddziału w sztabie Frontu Leningradzkiego. Pułkownik z 1942 roku. Później szef wojsk inżynieryjnych Frontu Leningradzkiego i szef wojsk inżynieryjnych 67 Armii.
W kwietniu 1944 roku został odkomenderowany do Wojska Polskiego i wyznaczony na stanowisko szefa wojsk inżynieryjno-saperskich 1 Armii Wojska Polskiego. 13 września 1944 roku został awansowany na generała brygady. Przeszedł cały szlak bojowy 1 Armii. Po wojnie był szefem wojsk inżynieryjnych, a później szefem Departamentu Inżynierii i saperów MON. W kwietniu 1946 roku w stopniu generała dywizji powrócił do ZSRR, gdzie zmarł.
Włożył wiele trudu i inwencji w tworzenie wojsk inżynieryjnych LWP, wyposażenie ich w sprzęt i środki oraz przygotowanie do działań bojowych. Był głównym organizatorem rozminowania Warszawy i terytorium kraju oraz odbudowy szlaków komunikacyjnych w tym przede wszystkim mostów.

## Ordery i odznaczenia
- Order Krzyża Grunwaldu III klasy (1945)[1]
- Krzyż Złoty Orderu Virtuti Militari (11 maja 1945)[1][2]
- Order Lenina (ZSRR, 1936)
- Order Czerwonego Sztandaru (ZSRR, 1942)
- Order Kutuzowa II klasy (ZSRR, 1944)
- Order Wojny Ojczyźnianej I klasy (ZSRR, 1944)
- Medal „Za obronę Leningradu” (ZSRR, 1944)